# Karl Snell

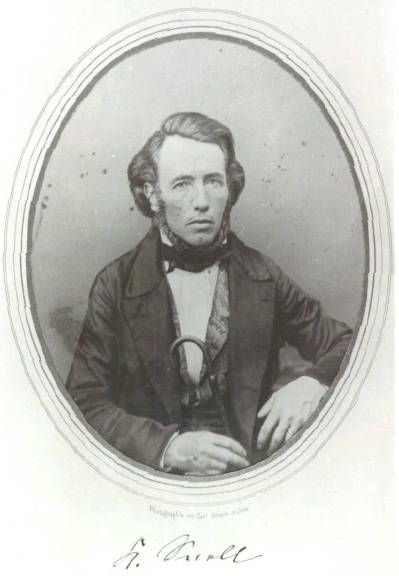
Karl Snell

Karl Snell, född 19 januari 1806 i Dachsenhausen, hertigdömet Nassau, död 12 augusti 1886 i Jena, var en tysk matematiker och fysiker.
Snell blev 1844 professor i matematik och fysik vid Jena universitet. Av hans skrifter kan nämnas Einleitung in die Differential- und Integralrechnung (1846–51, två band), Lehrbuch der Geometrie für Schulen und zum Selbstunterricht (tredje upplagan 1869) och Newton und die mechanische Naturwissenschaft (andra upplagan 1858).